# Federación Internacional de Robótica
La Federación Internacional de Robótica (IRF por sus siglas en inglés) es una organización paraguas sin ánimo de lucro de carácter profesional, creada en 1987 con el objetivo de fomentar, reforzar y defender la industria robótica en el ámbito internacional. Su sede principal se encuentra en Fráncfort, Alemania.

## Actividades y estadísticas
La IRF tiene como objetivo principal la promulgación de la investigación y desarrollo, el uso y la cooperación internacional en cualquiera de los ámbitos de la robótica industrial y de la robótica de servicios. También es la entidad organizadora del Simposio Internacional de Robótica, una de las conferencias más prestigiosas sobre investigación en robótica, fundada en 1970.
El departamento de estadísticas de la IFR es quien edita la publicación anual World Robotics, que ofrece estadísticas sobre unos 50 países, desglosados según áreas de aplicación, industrias, clasificación de los robots y otros variables técnicos y económicos. Según las estimaciones recogidas en esta publicación, en 2017 se vendieron unos 281 000 robots industriales, 30 % más que en el año anterior. China ha vuelto a ser el mercado de destino más importante para los robots industriales en 2017, con unos 138 000 unidades adquiridas, 59 % más que en 2016.

## Miembros
Casi la totalidad de fabricantes y vendedores de robots industriales son miembros de la IRF, que a nivel nacional agrupa además a 16 países, incluidos los más destacados en el campo de la robótica, que a su vez están representados a través de sus asociaciones nacionales:
| País               | Nombre de la Asociación                                          | Sitio Web                               |
| ------------------ | ---------------------------------------------------------------- | --------------------------------------- |
| España             | Asociación Española de Robótica (AER)                            | https://www.aer-automation.com          |
| Reino Unido        | British Automation & Robotics Association (BARA)                 | http://www.bara.org.uk                  |
| China              | China Robot Industry Alliance (CRIA)                             | http://cria.mei.net.cn/                 |
| Dinamarca          | Danish Industrial Robot Association (DIRA)                       | http://www.dira.dk                      |
| Japón              | Japan Robot Association (JARA)                                   | http://www.jara.jp                      |
| Estados Unidos     | Robotic Industries Association (RIA)                             | http://www.robotics.org                 |
| Rusia              | Russian Association of Robotics (RAR)                            | http://www.robotunion.ru                |
| Italia             | Associazione Italiana di Robotica e Automazione (SIRI)           | http://www.robosiri.it                  |
| Suecia             | Swedish Industrial Robot Association (SWIRA)                     | http://www.swira.se                     |
| Francia            | Syndicat des machines et technologies de production(SYMOP)       | http://www.symop.com                    |
| República de China | Taiwan Automation Intelligence and Robotics Association (TAIROA) | http://www.tairoa.org.tw                |
| Alemania           | VDMA Robotics + Automation (VDMA R+A)                            | https://www.vdma.org/robotik-automation |
| Corea del Sur      | Korea Association of Robot Industry (KAR)                        | http://www.korearobot.or.kr/wp/         |
| Noruega            | Norwegian Society of Electrical and Automatic Control (NFEA)     | https://nfea.no/                        |
| Suiza              | Swiss Technology Network (SwissTnet)                             | https://www.swisst.net/                 |
| Turquía            | Industrial Automation Manufacturers Association (ENOSAD)         | http://enosad.org.tr/tr                 |